# Heimat Krankenkasse
Die Heimat BKK (Kurzbezeichnung: Heimat Krankenkasse) ist eine deutsche Krankenkasse aus der Gruppe der Betriebskrankenkassen mit Sitz in Bielefeld. Sie ist seit dem 1. Februar 2002 bundesweit geöffnet.
Die Heimat BKK wurde am 1. Januar 2000 errichtet und ist Rechtsnachfolger der am 1. Januar 1997 gegründeten BKK Oetker (Bielefeld) und der am 1. September 1887 errichteten BKK C.A. Delius & Söhne (Bielefeld).

## Geschichte
Die Geschichte der heutigen Heimat BKK ist eng mit der industriellen Entwicklung der Dr. August Oetker KG verbunden und hat ihren Ursprung im Jahr 1952:
| Jahr            | Ereignis |
| --------------- | --- |
| 1. Oktober 1952 | Gründung der Betriebskrankenkasse Dr. August Oetker Nährmittelfabrik GmbH                                                         |
| 1. Januar 1997  | Aufnahme der Betriebskrankenkassen der Chemische Fabrik Budenheim und der Hamburg Südamerikanische Dampfschifffahrts-Gesellschaft |
| 1. Januar 2000  | Fusion mit der BKK C. A. Delius & Söhne zur BKK Oetker                                                                            |
| 1. Februar 2002 | deutschlandweite Öffnung |
| 1. August 2003  | Namensänderung auf BKK Dr. Oetker                                                                                                 |
| 1. Januar 2012  | Namensänderung auf Heimat BKK und Einführung der Marke Heimat Krankenkasse                                                        |

Versichertenentwicklung
| Jahr | Versichertenzahl     |
| ---- | -------------------- |
| 1995 | 6.000                |
| 2002 | 27.000               |
| 2004 | 55.000               |
| 2007 | 109.000              |
| 2008 | 121.985              |
| 2010 | 122.931              |
| 2012 | 123.226              |
| 2013 | 123.208              |
| 2014 | 123.251              |
| 2015 | 123.107              |
| 2016 | 120.464              |
| 2017 | 119.586 (01.12.2017) |
| 2018 | 118.930 (01.12.2018) |
| 2019 | 117.508 (01.01.2019) |

## Struktur
Der Vorstand besteht aus einem Mitglied. Selbstverwaltungsorgan ist der aus 12 Mitgliedern (acht Versicherten- und vier Arbeitgebervertreter) bestehende Verwaltungsrat.
Es bestehen Geschäftsstellen in Bielefeld, Budenheim, Hamburg, Wittenburg und Wittlich.

## Beitragssätze
Seit 1. Januar 2009 werden die Beitragssätze vom Gesetzgeber einheitlich vorgegeben. Die Heimat BKK erhob bis Ende 2014 keinen kassenindividuellen Zusatzbeitrag. Seit 2015 erhebt sie einen Zusatzbeitrag; seit 2016 beträgt dieser 1,1 % vom beitragspflichtigen Einkommen.